# Super Bowl XLIX
Match précédent Match suivant
Le Super Bowl XLIX est un match de football américain constituant la finale de la saison 2014 de la NFL.
Il oppose les Patriots et les Seahawks, respectivement champions de l'American Football Conference (AFC) et de la National Football Conference (NFC). C'est également la seconde fois au cours de la dernière décennie qu'une franchise remettra son titre en jeu, les Patriots ayant gagné les Super Bowl XXXVIII et Super Bowl XXXIX en 2004 et 2005.
Le match a lieu le 1er février 2015 (début à 23h30 GMT) au University of Phoenix Stadium de Glendale (Arizona) où sont domiciliés les Cardinals de l'Arizona. Il se termine par une victoire des Patriots par 28 à 24.

## Contexte
Le Super Bowl XLIX marque la deuxième apparition consécutive des Seahawks, après avoir battu les Broncos de Denver 43-8 lors du Super Bowl XLVIII en 2014. Les Patriots de la Nouvelle-Angleterre sont eux de retour pour leur huitième participation en finale. Avec le Super Bowl XLIX, les  Patriots de la Nouvelle-Angleterre sont, avec les Cowboys de Dallas et les Steelers de Pittsburgh, les trois équipes qui détiennent le record du plus grand nombre d'apparitions au Super Bowl, chacune des franchises ayant participé à huit Super Bowl distincts.
L'hymne national américain donnant le coup d'envoi du match a été interprété par la chanteuse Idina Menzel.
Le spectacle de la mi-temps a été assuré par la chanteuse Katy Perry accompagnée du chanteur Lenny Kravitz et de la rappeuse Missy Elliott.

## Équipes
Les deux équipes, les Patriots de la Nouvelle-Angleterre et les Seahawks de Seattle, ont respectivement remporté les finales de l'American Football Conference (AFC) et de la National Football Conference (NFC). Les Seahawks sont présents une deuxième fois d'affilée en finale du Super Bowl après leur victoire au Super Bowl XLVIII.
Le joueur quarterback Tom Brady, des Patriots de la Nouvelle-Angleterre, a remporté son quatrième Super Bowl et a été élu meilleur joueur de la finale.

### Patriots de la Nouvelle-Angleterre
Après une saison régulière se terminant par un bilan de 12 victoires et 4 défaites, les Patriots terminent 1er de la conférence AFC et bénéficient de l'avantage du terrain pour les playoffs. 
La franchise participera à son 8e Super Bowl :
- Super Bowl XX : Défaite 10 à 46 contre les Bears de Chicago le 26 janvier 1986
- Super Bowl XXXI : Défaite 35 à 21 contre les Packers de Green Bay le 26 janvier 1997
- Super Bowl XXXVI : Victoire 20 à 17 contre les Rams de Saint-Louis le	3 février 2002
- Super Bowl XXXVIII : Victoire 32 à 29 contre les Panthers de la Caroline le 1er février 2004
- Super Bowl XXXIX : Victoire 24 à 21 contre les Eagles de Philadelphie le 6 février 2005
- Super Bowl XLII : Défaite 17 à 14 contre les Giants de New York le 3 février 2008
- Super Bowl XLVI : Défaite 21 à 17 contre les Giants de New York le 5 février 2012

### Seahawks de Seattle
Les Seahawks terminent la saison régulière avec un bilan de 12 victoires pour 4 défaites et remportent la conférence NFC. Ils obtiennent donc l'avantage du terrain pour leurs matchs de playoffs.
La franchise ayant été créée en 1976 (en même temps que les Buccaneers de Tampa Bay), les « Hawks » ne sont arrivés qu’à deux Super Bowls (sans compter celui de cette année) :
- Super Bowl XL : Défaite 10 à 21 contre les Steelers de Pittsburgh le 5 février 2006
- Super Bowl XLVIII : Victoire 43 à 8 contre les Broncos de Denver le 2 février 2014

## Joueurs titulaires
| Nouvelle-Angleterre  | Postes  | Seattle          |
| -------------------- | ------- | ---------------- |
| Attaque              |         |                  |
| Brandon LaFell       | WR      | Doug Baldwin     |
| Nate Solder          | LT      | Russell Okung    |
| Dan Connolly         | LG      | James Carpenter  |
| Bryan Stork          | C       | Max Unger        |
| Ryan Wendell         | RG      | J. R. Sweezy     |
| Sebastian Vollmer    | RT      | Justin Britt     |
| Rob Gronkowski       | TE      | Luke Willson     |
| Julian Edelman       | WR      | Jermaine Kearse  |
| Tom Brady            | QB      | Russell Wilson   |
| Michael Hoomanawanui | TE / WR | Ricardo Lockette |
| Shane Vereen         | RB      | Marshawn Lynch   |
| Défense              |         |                  |
| Rob Ninkovich        | DE      | Michael Bennett  |
| Vince Wilfork        | DT      | Tony McDaniel    |
| Sealver Siliga       | DT      | Kevin Williams   |
| Chandler Jones       | DE      | Cliff Avril      |
| Jamie Collins        | LB      | Bruce Irvin      |
| Dont'a Hightower     | LB      | Bobby Wagner     |
| Kyle Arrington       | DB / LB | K. J. Wright     |
| Darrelle Revis       | CB      | Richard Sherman  |
| Brandon Browner      | CB      | Byron Maxwell    |
| Patrick Chung        | SS      | Kam Chancellor   |
| Devin McCourty       | FS      | Earl Thomas      |

## Records
- Avec 37 passes réussies (sur 50), Tom Brady fixe le record pour un match de Super Bowl. Il dépasse Peyton Manning avec 34 passes réussies lors du Super Bowl XLVIII.
- Avec 13 touchdowns cumulés sur ses différentes apparitions au Super Bowl, il dépasse également Joe Montana.

## Les arbitres[4]
- Bill Vinovich (arbitre principal no 52 - a déjà arbitré le match du Divisional Round entre les Patriots et les Baltimore Ravens)
- Bill Schuster (umpire no 129)
- Dana McKenzie (head linesman no 8)
- Mark Perlman (line judge no 9)
- Bob Waggoner (field judge no 25)
- Tom Hill (side judge no 97)
- Terrence Miles (back judge no 111)
- Mike Wimmer (replay official)
- Terry Poulos (replay assistant)

## Diffusion
Aux États-Unis, la retransmission est assurée par NBC. Les annonceurs doivent payer 4,5 millions de dollars pour 30 secondes de publicité pendant le Super Bowl, ce qui représente une augmentation de 500 000 dollars par rapport à la somme demandée par la Fox l'année précédente.